# Qualificazioni al campionato europeo maschile under 21 di calcio 2015 - Gruppo 3

## Classifica
| Squadra     | P.ti | G | V | N | P | F  | S  | DR  |
| ----------- | ---- | - | - | - | - | -- | -- | --- |
| Slovacchia  | 17   | 8 | 5 | 2 | 1 | 19 | 7  | +12 |
| Paesi Bassi | 16   | 8 | 5 | 1 | 2 | 22 | 6  | +16 |
| Scozia      | 11   | 8 | 3 | 2 | 3 | 12 | 15 | -3  |
| Georgia     | 10   | 8 | 3 | 1 | 4 | 8  | 15 | -7  |
| Lussemburgo | 3    | 8 | 1 | 0 | 7 | 5  | 23 | -18 |

## Risultati
| Arbitro: | Dennis Antamo |

|                                   |           |  |
| Walker 45+2’ Watt 66’ Toshney 84’ | Marcatori |  |

| Arbitro: | Bardhyl Pashaj |

|           |           |                                                                          |
| Luisi 53’ | Marcatori | 1’, 14’, 37’ Schranz 18’ Paur 28’ (rig.) Škvarka 60’ Hrošovský 72’ Janec |

| Arbitro: | Bryn Markham-Jones |

|  |           |                                              |
|  | Marcatori | 18’ Skhirtladze 72’ Kobakhidze 78’ Chanturia |

| Arbitro: | Paolo Valeri |

|                                                        |           |  |
| Vilhena 52’ Castaignos 69’ van der Hoorn 74’ Drost 78’ | Marcatori |  |

| Arbitro: | Andris Treimanis |

|  |           |                       |
|  | Marcatori | 18’ (rig.) van Ginkel |

| Arbitro: | Alan Mario Sant |

|            |           |  |
| Zreľák 18’ | Marcatori |  |

| Arbitro: | Paweł Raczkowski |

|  |           |                                                        |
|  | Marcatori | 14’ Boëtius 45+1’, 48’, 78’ Castaignos 67’, 71’ Promes |

| Paisley 10 ottobre 2013, ore 19:30 UTC+1                          | Scozia    | 2 – 1 referto | Slovacchia | St. Mirren Park |
| \| \| \| \| \| Armstrong 31’ May 36’ \| Marcatori \| 69’ Malec \| |           |               |            |                 |
|                                                                   |           |               |            |                 |
| Armstrong 31’ May 36’                                             | Marcatori | 69’ Malec     |            |                 |

| Arbitro: | Sjarhej Cynkevič |

|                               |           |            |
| Q'azaishvili 39’ Jighauri 70’ | Marcatori | 81’ McLeod |

| Arbitro: | Robert Rogers |

|                                         |           |  |
| Duda 60’ (rig.) Zreľák 77’ Pauschek 87’ | Marcatori |  |

| Arbitro: | Ken Henry Johnsen |

|                      |           |                            |
| Zreľák 37’ Malec 76’ | Marcatori | 52’ Castaignos 66’ Vilhena |

| Arbitro: | Alain Bieri |

|              |           |               |
| Paterson 84’ | Marcatori | 35’ Chanturia |

| Arbitro: | Nikola Popov |

|                  |           |                                     |
| Q'azaishvili 21’ | Marcatori | 25’ Mészáros 61’ Duda 90+3’ Schranz |

| Gori 5 marzo 2014, ore 11:00 UTC+4 | Georgia               | 0 – 3* referto | Lussemburgo | Tsentraluri Stadium\| Arbitro: \| Anatoliy Vishnichenko \| |
| Arbitro:                           | Anatoliy Vishnichenko |                |             |                                                            |

| Arbitro: | Christian Dingert |

|         |           |                                                |
| May 85’ | Marcatori | 26’, 40’, 42’ Promes 50’ Rekik 76’, 79’ Ziyech |

| Arbitro: | Jhonny Casanova |

|                                |           |            |
| Castaignos 54’ Promes 56’, 61’ | Marcatori | 59’ Borges |

| Arbitro: | Markus Hameter |

|  |           |              |
|  | Marcatori | 71’ Jighauri |

| Arbitro: | Anatolii Zhabchenko |

|          |           |            |
| Duda 90’ | Marcatori | 67’ Fraser |

| Arbitro: | Dejan Jakimovski |

|  |           |                           |
|  | Marcatori | 32’, 63’ Gauld 36’ McLeod |

| Arbitro: | Javier Estrada |

|  |           |            |
|  | Marcatori | 72’ Zreľák |